# Yang Wei
För gymnasten, se Yang Wei (gymnast)
Yang Wei, född 13 januari 1979, är en kinesisk idrottare som tog ett guld och ett silver i badminton vid olympiska sommarspelen 1996 och 2000.